# 89 Leonis
89 Leonis är en gulvit stjärna i huvudserien i stjärnbilden Lejonet.
89 Leonis har visuell magnitud +5,76 och är synlig för blotta ögat vid god seeing. Den befinner sig på ett avstånd av ungefär 90 ljusår.